# 鄫季姬
鄫季姬（前7世纪？—前644年），春秋时期鲁国人，鲁僖公的女儿，嫁给鄫国国君鄫子。
鄫季姬到娘家鲁国归宁，因为鄫子不来鲁国朝见，鲁僖公怒责女儿。前646年（周襄王六年、鲁僖公十四年）六月，鄫季姬和鄫子在防地见面，要鄫子至鲁国朝见。前645年（周襄王七年、鲁僖公十五年）九月，季姬回到鄫国。前644年（周襄王八年、鲁僖公十六年）夏四月二十日丙申，鄫季姬去世。